# Podococceae
Podococceae es una tribu de plantas con flores perteneciente a la subfamilia Arecoideae dentro de la familia de las palmeras (Arecaceae). Tiene los siguientes géneros.

## Géneros
- Podococcus